# Balaenoptera omurai
Balaenoptera omurai е вид бозайник от семейство Ивичести китове (Balaenopteridae).

## Разпространение
Видът е разпространен в Индо-Тихоокеанската област и Атлантическия океан. Среща се около Южна Япония, Южна Корея, Китай, Тайван, Хонконг, Филипините, Виетнам, Малайзия, Тайланд, Индонезия, Кокосовите острови, Андамански острови, Австралия, Соломоновите острови, Нова Каледония, Шри Ланка, Иран, Египет, Мадагаскар, Мавритания, Бразилия и в близост до архипелага Сао Педро и Сао Пауло.